# Contea di Murray (Minnesota)
La contea di Murray (in inglese Murray County) è una contea dello Stato del Minnesota, negli Stati Uniti. Il capoluogo è Slayton.

Al censimento del 2000 la popolazione era di 9 165 abitanti.